# Sam Perkins
Samuel "Sam" Perkins, född 14 juni 1961 i Brooklyn i New York, är en amerikansk före detta basketspelare. Han spelade flera säsonger i Los Angeles Lakers och Seattle SuperSonics.
Sam Perkins var med och vann OS-guld i basket 1984 i Los Angeles. Detta var USA:s åttonde guld i herrbasket i olympiska sommarspelen.

## Lag
- Dallas Mavericks (1984–1990)
- Los Angeles Lakers (1990–1993)
- Seattle SuperSonics (1993–1998)
- Indiana Pacers (1998–2001)